# ハイサム・ビン・ターリク・アール＝サイード
ハイサム・ビン・ターリク・アール＝サイード（アラビア語: هَيْثَم بْن طَارِق آل سَعِيد, ラテン文字転写: Hayṯam bn Ṭāriq ʾĀl Saʿīd, 1954年10月13日 - ）は、オマーン国王（スルターン）（在位: 2020年1月11日 - ）。前国王・カーブースのいとこにあたる。
日本語の報道では、ハイサム・ビン・タリク・サイドと表記されることがある。

## 経歴
1979年オックスフォード大学卒業。
1983年から1986年まで初代オマーンサッカー協会会長をつとめ、以後、政治問題担当外務次官（1986年 - 1994年）、外務省事務総長（1994年 - 2002年）、遺産文化大臣（2002年 - 2020年）などを歴任した。
遺産文化大臣在任中の2002年、2008年、2014年に来日している。
2020年1月10日、国王カーブース・ビン・サイードが崩御。カーブースには実子がおらず、また生前に後継者を指名していなかったが、これまではハイサムの異母兄のアスアド・ビン・ターリク・ビン・タイムール・アール・サイード国王代理兼副首相が有力視されていた。
遺言を開封したところ、後継者にハイサムが指名されており、11日に王位を継承した。また、前・国王から引き継ぎ、首相・軍最高司令官・国防大臣・財務大臣・外務大臣も兼職する。2020年8月18日に政府再編の一環として財務大臣と外務大臣を退き、同時に実務を取り仕切っていた財務担当大臣、外務担当大臣の職を廃した。